# 九州 (中国)

九州地圖

九州是中国古代的一种地理区划概念，傳說為漢族先民夏后氏首领大禹所劃分，故又稱為禹迹。《尚书·禹贡》《尔雅·释地》《周礼·职方》《吕氏春秋·有始览》及《容成氏》等先秦典籍中均有“九州”区划的记载，但相互之间存有差異。九州概念的产生时间雖有争议，但产生於先秦時期己成為學界的共識。
至汉武帝时，依據《禹贡》九州和《职方》九州，将京畿地区之外的疆域划分为十三個刺史部，但魏晋以后随着行政州份增多以致行政區劃與九州完全脫鉤，《禹貢》九州成为中國古代的人們理解現實世界的地理座標之一。
“九州”作为一个地理区域範圍，又稱為赤縣神州或十二州，“赤縣神州”一詞最早出自战国时期阴阳家邹衍，“十二州”源自舜将九州改为十二州的传说。九州的範圍東至東海，含遼東地區在內，北以戈壁大漠及燕山山脈作為漢民族地區與草原遊牧民族地區的分界線。西以河西走廊、巴蜀與藏地相接，向南囊括嶺南地區。古代九州的地理範圍與古代漢族傳統聚居地區重疊，稱為“華夏九州”或“漢地九州”。

## “九州”起源

### 儒家系統的“九州”
“九州”说作为先秦时期最重要的地理观念之一，对后世中国的政治和文化具有很多的影响，尤其是《尚书·禹贡》中所述的“九州”框架与内容成为后世理解华夏世界的地理基础，故后世提到“九州”时，通常指的是《禹贡》九州。自汉武帝“罢黜百家，独尊儒术”以来，儒家经典文献在中国古代均具有崇高的地位，《禹贡》曾被奉为“万世不易之书”、“古今地理志之祖”:509:1。历代学者对其研究多以训诂和考证为主，局限在解经与释地两个方面:2。
除《禹贡》外，《尔雅·释地》《周礼·职方》《吕氏春秋·有始览》等先秦典籍也都有九州区划的论述，各州名称、范围虽大致相同，但各有差异。《禹貢》成書時間存在著多種不同的意見，目前多認為最終成書於戰國時期，但也有其他成書時間的觀點，如西周說、春秋说等。
另據《御批歷代通鑑輯覽·卷一》得知：顓頊髙陽氏（西元前2514-2437年）創制九州（兖冀青徐豫荆揚雍梁），而大禹治水8年（西元前2286-2278），始冀州，次兖、青、徐、揚、荆、豫、梁與雍，由海拔低處往高處疏通。畢竟，先秦文獻《尚書·禹貢》是指「禹別九州，隨山濬川，任土作貢。」講得是「辨別九州之土」，並非「制九州」，大禹僅是循前制而為。
| 尚书·禹贡 | 尚书·禹贡 | 尚书·禹贡 | 尔雅·释地 | 尔雅·释地 | 尔雅·释地 | 周礼·职方 | 周礼·职方 | 周礼·职方 | 吕氏春秋·有始览 | 吕氏春秋·有始览 | 吕氏春秋·有始览 | 吕氏春秋·有始览 | 从缺原因       |
| 序号      | 州名      | 位置      | 序号      | 州名      | 位置      | 序号      | 州名      | 位置      | 序号            | 州名            | 位置            | 诸侯国          | 从缺原因       |
| --------- | --------- | --------- | --------- | --------- | --------- | --------- | --------- | --------- | --------------- | --------------- | --------------- | --------------- | -------------- |
| 1         | 冀州      |           | 1         | 冀州      | 两河      | 8         | 冀州      | 河内      | 2               | 冀州            | 两河之间        | 三晉            |                |
| 2         | 兖州      | 济河      | 6         | 兖州      | 济河间    | 5         | 兖州      | 河东      | 3               | 兖州            | 河济之间        | 衛國            |                |
| 3         | 青州      | 海岱      | 不適用    | 不適用    | 不適用    | 4         | 青州      | 正东      | 4               | 青州            | 东方            | 齊國            |                |
| 4         | 徐州      | 海岱及淮  | 7         | 徐州      | 济东      | 不適用    | 不適用    | 不適用    | 5               | 徐州            | 泗上            | 魯國            | 并入青州       |
| 5         | 扬州      | 淮海      | 5         | 扬州      | 江南      | 1         | 扬州      | 东南      | 6               | 扬州            | 东南            | 越國            |                |
| 6         | 荆州      | 荆及衡阳  | 4         | 荆州      | 汉南      | 2         | 荆州      | 正南      | 7               | 荆州            | 南方            | 楚國            |                |
| 7         | 豫州      | 荆河      | 2         | 豫州      | 河南      | 3         | 豫州      | 河南      | 1               | 豫州            | 河汉之间        | 周王畿          |                |
| 8         | 梁州      | 华阳黑水  | 不適用    | 不適用    | 不適用    | 不適用    | 不適用    | 不適用    | 不適用          | 不適用          | 不適用          | 不適用          | 并入雍州       |
| 9         | 雍州      | 黑水西河  | 3         | 雝州      | 河西      | 6         | 雍州      | 正西      | 8               | 雍州            | 西方            | 秦國            |                |
| 不適用    | 不適用    | 不適用    | 8         | 幽州      | 燕        | 7         | 幽州      | 东北      | 9               | 幽州            | 北方            | 燕国            | 析自冀州       |
| 不適用    | 不適用    | 不適用    | 9         | 营州      | 齐        | 不適用    | 不適用    | 不適用    | 不適用          | 不適用          | 不適用          | 不適用          | 析自冀州或青州 |
| 不適用    | 不適用    | 不適用    | 不適用    | 不適用    | 不適用    | 9         | 并州      | 正北      | 不適用          | 不適用          | 不適用          | 不適用          | 析自冀州       |

### 先秦其他“九州”说
除了儒家系統中的九州区划之外，还有其他的九州划分方式，如楚简《容成氏》和《淮南子·墬形训》。
楚简《容成氏》记载：“禹亲执耒耜，以陂明都之泽， 决九河之阻，于是乎夹州、徐州始可处也。禹通淮与沂，东注之海，于是乎竞州、莒州始可处也。禹乃通蒌与氵易，东注之海，于是乎蓏州始可处也。禹乃通三江五湖，东注之海，于是乎荆州、扬州始可处也。禹乃通伊、洛，并瀍、涧，东注之河，于是乎豫州始可处也。禹乃通泾与渭，北注之河，于是乎雍州始可处也。”易德生指出夹州即冀州、徐州即兖州、竞州即青州、莒州即徐州、蓏州即幽州。
西汉初年成书的《淮南子·墬形训》中有“何谓九州？东南神州曰农土，正南次州曰沃土，西南戎州曰滔土，正西弇州曰并土，正中冀州曰中土，西北台州曰肥土，正北泲州曰成土，东北薄州曰隐土，正东阳州曰申土。”的记载，虽然《淮南子》为西汉所著，但吳修安等认为其九州说可能反映出先秦时期东方的一种观点。杨树达指出《淮南子·墬形训》所說的“東南神州”即赤縣神州，推斷《淮南子》九州源自鄒衍的「大九州」說，後來學者多持其說；但也有看法認為《淮南子》九州比《禹貢》九州還要古老，主要是以海岱為地域範圍:43-50。

### “十二州”说
《尚书·禹贡》《尔雅·释地》《周礼·职方》三本儒家典籍中的九州由于相互之间稍有不同，出现的州名合计共有十二个。《尚书·舜典》中載有“肇十有二州，封十有二山，濬川”，但并未指出十二州的具体名称。《晉書》亦說虞舜时“冀北創并部之名，燕齊起幽營之號”。
东汉经学家马融和郑玄两人均認同十二州中除《禹贡》九州之外，多出的营州、幽州、并州三州是舜在九州的基础上析置，在地理范围上，十二州与九州一致；并州和幽州均出自冀州，而对于营州，马融认为同样出自冀州，而郑玄认为出自青州。
也有认为十二州的劃分是受洪水因素影響的，如谷永在建始三年（公元前30年）奏对时提到“堯遭洪水之灾，天下分絕為十二州”，三国时期经学家孟康注称“本九州，洪水隔分，更為十二州”。

## 與汉代政治区划的關係
一般认为九州是先秦时期的地理区划概念，漢代以前並沒有作為行政区划施行過，但它对后世中国的地方行政区划制度产生了深远影响，长期作为中国地方行政区划主体的“州”既是肇始于此。最早将九州概念运用到实际区划之中的是西汉的刺史部，其被认为是州制的最初形态。
| 《尚书·禹贡》 中的九州 | 《周礼·职方》 中的九州 | 西汉司隶与 十三刺史部 | 《十二州箴》 中的十二州 | 东汉 十三刺史部 |
| ---------------------- | ---------------------- | --------------------- | ----------------------- | --------------- |
| 冀州                   | 冀州                   | 冀州                  | 冀州                    | 冀州            |
| 冀州                   | 幽州                   | 幽州                  | 幽州                    | 幽州            |
| 冀州                   | 并州                   | 并州                  | 并州                    | 并州            |
| 雍州                   | 雍州                   | 朔方                  | 并州                    | 并州            |
| 雍州                   | 雍州                   | 涼州                  | 雍州                    | 涼州            |
| 雍州                   | 雍州                   | 司隶                  | 雍州                    | 司隸            |
| 梁州                   | 雍州                   | 益州                  | 益州                    | 益州            |
| 兗州                   | 兗州                   | 兗州                  | 兗州                    | 兗州            |
| 青州                   | 青州                   | 青州                  | 青州                    | 青州            |
| 徐州                   | 青州                   | 徐州                  | 徐州                    | 徐州            |
| 揚州                   | 揚州                   | 揚州                  | 揚州                    | 揚州            |
| 揚州                   | 揚州                   | 交趾                  | 交州                    | 交州            |
| 荊州                   | 荊州                   | 荊州                  | 荊州                    | 荊州            |
| 豫州                   | 豫州                   | 豫州                  | 豫州                    | 豫州            |

### 西汉区划
汉武帝时期划分的监察区“刺史部”是在先秦九州说的直接影响下形成的，《汉书·地理志》中更明确说明其主要依据了《禹贡》九州和《周礼》九州的：“至武帝攘卻胡、越，開地斥境，南置交阯，北置朔方之州，兼徐、梁、幽、并夏、周之制，改雍曰涼，改梁曰益，凡十三部置刺史。先王之跡既遠，地名又數改易，是以采獲舊聞，考跡詩書，推表山川，以綴禹貢、周官、春秋，下及戰國、秦、漢焉”，將京畿地区之外的九州地域划分为十三個刺史部。
刺史部的名称虽然与九州之说存在关联，但其实际区划与《禹贡》和《职方》的九州州域存在若干不同。主要原因有：一、两种九州说原本就在州名和范围上存在不同；二、郡县制实施已久，刺史的监察对象是郡国守相，其辖区也必要需要以郡国为单位，而各郡国的辖区多因袭战国旧制而来，与九州州域并不关联；三、京畿地区设司隸校尉部由中央直辖，并不在十三刺史部范围内，司隸所辖七郡原分属“九州”中的冀、雍、豫三州，必然影响黄河下游各刺史部的划分。
《禹貢》和《職方》在描述九州时，提到很多山川、河流、湖泊等地理特征，而这些地理特征中，据统计有73个在《漢書·地理志》中也有对其位于哪个郡县有记载，因此也就可知其所在刺史部。冀州刺史部的“九州”地理特征多为《禹貢》冀州所有；《禹贡》九州并无并州，并州刺史部有载的“九州”地理特征主要在《職方》的并州，其次是冀州；兖州刺史部的为《禹貢》徐州與《職方》兖州，其區劃已超過《禹貢》兖州，而以《職方》兖州為依據；徐州刺史部的情況複雜，但來自《職方》青州較多；荊州刺史部的为《禹貢》與《職方》的荊州；揚州刺史部的为《職方》揚州為主；涼州刺史部的以《禹貢》雍州為主，其次是《禹貢》梁州與《職方》雍州；益州刺史部的多属于《禹貢》梁州。
| 京畿/刺史部 | 涉及郡国 | 出现的《禹贡》地理特征 (所属州域)                        | 出现的《职方》地理特征 (所属州域)                  |
| ----------- | -------- | -------------------------------------------------------- | -------------------------------------------------- |
| 京畿        | 右内史   | 岐山（雍）                                               | 太華山（豫）、吳山（雍）、弦蒲藪（雍）、芮水（雍） |
| 京畿        | 左内史   | 梁山（雍）、龍門山（冀/雍）、北條荊山（雍）              | 洛水（雍）                                         |
| 京畿        | 河東郡   | 析城山（冀）、王屋山（冀）、壺口山（冀/雍）              | 霍大山（冀）                                       |
| 京畿        | 河南郡   | 瀍水（豫）                                               | 圃田澤（豫）                                       |
| 京畿        | 弘農郡   | 澗水（豫）、雒水（豫）                                   | 不適用                                             |
| 冀州        | 常山郡   | 衞水（冀）、恆水（冀）                                   | 恆山（并）                                         |
| 冀州        | 鉅鹿郡   | 大陸澤（冀）                                             | 不適用                                             |
| 冀州        | 廣川國   | 絳水（冀）                                               | 不適用                                             |
| 幽州        | 涿郡     | 不適用                                                   | 易水（并）                                         |
| 并州        | 上党郡   | 不適用                                                   | 清漳水（冀）                                       |
| 并州        | 代郡     | 不適用                                                   | 滱河（并）、淶水（并）、虖池河（并）               |
| 并州        | 太原郡   | 不適用                                                   | 昭餘祁（并）、汾水（冀）                           |
| 兖州        | 山阳郡   | 浮于淮、泗，通于河（徐）                                 | 大壄澤（兖）                                       |
| 兖州        | 济阴郡   | 陶丘（？）、雷澤（兖）                                   | 不適用                                             |
| 兖州        | 泰山郡   | 蒙山（徐）                                               | 岱山（兖）、沂水（青）、甾水（幽）                 |
| 豫州        | 颍川郡   | 不適用                                                   | 潁水（荊）                                         |
| 豫州        | 梁国     | 盟諸澤（豫）                                             | 不適用                                             |
| 青州        | 千乘郡   | 不適用                                                   | 时水（幽）                                         |
| 徐州        | 鲁国     | 不適用                                                   | 泗水（青）                                         |
| 徐州        | 东海郡   | 羽山（徐）                                               | 不適用                                             |
| 徐州        | 琅琊郡   | 濰水（青）                                               | 奚養澤（幽）、術水（青）、濰水（兖）               |
| 荊州        | 南阳郡   | 桐柏大復山（豫）                                         | 淮水（青）                                         |
| 荊州        | 南郡     | 南條荊山（豫/荊）                                        | 雲夢澤（荊）                                       |
| 荊州        | 長沙國   | 衡山（荊）                                               | 衡山（荊）                                         |
| 扬州        | 會稽郡   | 不適用                                                   | 具區澤（揚）、南江（揚）、江（揚）、會稽山（揚）   |
| 扬州        | 丹陽郡   | 不適用                                                   | 中江（揚）                                         |
| 扬州        | 六安國   | 大別山（？）                                             | 不適用                                             |
| 扬州        | 廬江郡   | 九江（荊）                                               | 不適用                                             |
| 扬州        | 豫章郡   | 彭蠡澤（揚）                                             | 不適用                                             |
| 凉州        | 安定郡   | 涇水（雍）                                               | 涇水（雍）                                         |
| 凉州        | 隴西郡   | 養水（雍）、鳥鼠同穴山（雍）、西頃山（梁）、嶓冢山（梁） | 渭水（雍）                                         |
| 凉州        | 天水郡   | 朱圄山（雍？）                                           | 不適用                                             |
| 益州        | 蜀郡     | 桓水（梁）、江沱（梁）、蒙山谿（梁）、岷山（梁）         | 不適用                                             |
| 益州        | 武都郡   | 不適用                                                   | 沮水（荊）                                         |
| 交趾        | 不適用   | 不適用                                                   | 不適用                                             |
| 朔方        | 不適用   | 不適用                                                   | 不適用                                             |

### 王莽改制的区划
西汉末年，刺史的职权不断扩张，开始介入地方行政，从而多次出现将刺史改为州牧的现象。但刺史向州牧的转化并不是一蹴而就的，曾多次出现反复。无论是刺史变州牧，还是州牧变刺史，均不涉及辖区变化，也就是说监察区“刺史部”和行政区“州”是直接转换的，反映了两者在当时看来已经没有根本性差别。
元始五年（公元5年），王莽主持进行了一次州制改革，提到当时十二个州的州名和辖区有很多不符合经典的地方，但考虑到汉朝的疆域远大于“二帝三王”时期的，因此九州的划分不能满足现实需求，应按照《尧典》的记载，使用十二州。此处的“十二州”之所以比十三刺史部少了一个，是因为朔方刺史部在元始元年到二年间已被省并入并州。此次改革虽未被明确记载，但一般认为揚雄的《十二州箴》反映王莽改革後的十二州，其于十三刺史部的差异主要在于京畿七郡分別被劃入雍、豫、冀三州，而并州轄下太原、上黨二郡被劃入冀州。
王莽纂汉建立新朝之后，在很多领域均进行托古改制，始建国四年（公元12年）时曾下诏将全国按照《禹贡》划分为九州，但由于缺乏史料记载，具体改革措施不詳。

### 东汉区划

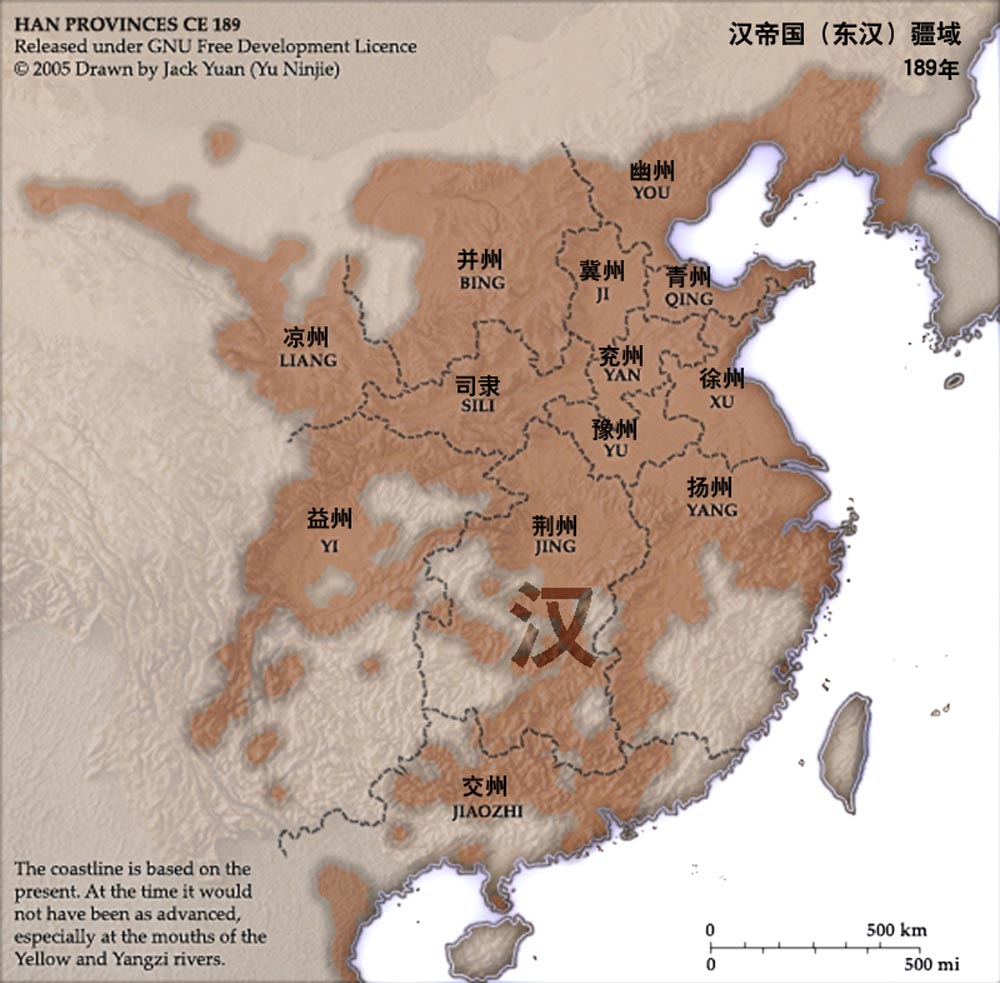
东汉行政区划地图，深色表示东汉己開發區域

东汉建立后，光武帝刘秀将全国区划恢复为王莽掌权前的十三州制，而后于建武十一年（公元35年）将裁撤朔方牧，并入并州，建武十八年（公元42年），更将州牧改为刺史，各州重新成为刺史部。虽朔方刺史部被撤，但由于东汉的司隶校尉部已与地方刺史部差异不大，且常与各刺史部并列，因此全国仍为十三刺史部。
建安十八年（公元213年），东汉政府在曹操的主导下再次以《禹贡》九州为基础调整全国各個郡国所屬州域，将当时的十四州歸併為九州，但益州並未恢復梁州舊名。此次改制的目的主要是希望通过扩大冀州刺史部的辖区，来增强身兼冀州牧的曹操的实力，由于当时的南方并不在曹操势力的控制之下，因此对交州的拆分不过是文字上的操作。
| 九州 | 郡数 | 所辖的郡国                                                                                                 | 原属刺史部 |
| ---- | ---- | --- | ---------- |
| 冀州 | 32   | 魏郡、安平、鉅鹿、河间、清河、博陵、常山、趙國、勃海、甘陵                                                 | 冀州       |
| 冀州 | 32   | 太原、上黨、西河、定襄、鴈門、雲中、五原、朔方                                                             | 并州       |
| 冀州 | 32   | 涿郡、漁陽、廣陽、右北平、上谷、代郡、遼東、遼東屬國、遼西、玄菟、樂浪                                     | 幽州       |
| 冀州 | 32   | 河東、河內                                                                                                 | 司隶       |
| 冀州 | 32   | 平原 | 青州       |
| 兖州 | 8    | 陈留、东郡、东平、任城、泰山、济北、山阳、济阴                                                             | 兖州       |
| 青州 | 5    | 齊國、北海、東萊、濟南、樂安                                                                               | 青州       |
| 徐州 | 8    | 下邳、廣陵、彭城、東海、琅邪、利城、城陽、東莞                                                             | 徐州       |
| 扬州 | 6    | 九江、丹陽、廬江、會稽、吳郡、豫章                                                                         | 扬州       |
| 荆州 | 13   | 南陽、章陵、南郡、江夏、武陵、長沙、零陵、桂陽                                                             | 荆州       |
| 荆州 | 13   | 蒼梧、南海、九真、交趾、日南                                                                               | 交州       |
| 豫州 | 8    | 潁川、陳國、汝南、沛國、梁國、魯國                                                                         | 豫州       |
| 豫州 | 8    | 河南、滎陽都尉                                                                                             | 司隸       |
| 益州 | 14   | 廣漢、漢中、巴郡、犍為、蜀郡、牂牁、越巂、益州、永昌、犍為屬國、蜀郡屬國、廣漢屬國                         | 益州       |
| 益州 | 14   | 鬱林、合浦                                                                                                 | 交州       |
| 雍州 | 22   | 弘農、京兆、左馮翊、右扶風                                                                                 | 司隸       |
| 雍州 | 22   | 安定、隴西、漢陽、北地、武都、武威、金城、西平、西郡、張掖、張掖屬國、酒泉、敦煌、西海、漢興、永陽、東安南 | 凉州       |
| 雍州 | 22   | 上郡 | 并州       |

### 州与星野
“星野”说是在春秋战国时期通过整合天文学、地理学和占卜学理论创造的，通过将天文的二十八星宿和地理的九州诸国相联系，以日月星辰的变动来辨别各地吉凶的一种占卜方式。《史记》的《天官书》《封禅书》和《汉书》的《地理志》《天文志》《五行志》中均有记载，对其发扬起了重要作用。星野之说从汉代兴盛开始，直到清代末年才开始没落。下表罗列了《汉书·地理志》《汉书·天文志》和唐代《史记正义》所引《星经》的各分野与州名、国名对应关系：
| 二十八星宿 | 二十八星宿 | 角宿 | 亢宿 | 氐宿 | 房宿 | 心宿 | 尾宿 | 箕宿 | 斗宿   | 牛宿   | 女宿 | 虚宿 | 危宿 | 室宿 | 壁宿 |
| ---------- | ---------- | ---- | ---- | ---- | ---- | ---- | ---- | ---- | ------ | ------ | ---- | ---- | ---- | ---- | ---- |
| 汉书       | 州名       | 兖州 | 兖州 | 兖州 | 豫州 | 豫州 | 幽州 | 幽州 | 扬州   | 扬州   | 扬州 | 青州 | 青州 | 并州 | 并州 |
| 汉书       | 国名       | 韩地 | 韩地 | 韩地 | 宋地 | 宋地 | 燕地 | 燕地 | 吳地   | 粵地   | 粵地 | 齊地 | 齊地 | 衛地 | 衛地 |
| 星經       | 州名       | 兖州 | 兖州 | 豫州 | 豫州 | 豫州 | 幽州 | 幽州 | 扬州   | 扬州   | 青州 | 青州 | 并州 | 并州 | 并州 |
| 星經       | 国名       | 鄭   | 鄭   | 宋   | 宋   | 宋   | 燕   | 燕   | 吳、越 | 吳、越 | 齊   | 齊   | 衞   | 衞   | 衞   |
| 二十八星宿 | 二十八星宿 | 奎宿 | 娄宿 | 胃宿 | 昴宿 | 毕宿 | 觜宿 | 参宿 | 井宿   | 鬼宿   | 柳宿 | 星宿 | 张宿 | 翼宿 | 轸宿 |
| 汉书       | 州名       | 徐州 | 徐州 | 徐州 | 冀州 | 冀州 | 益州 | 益州 | 雍州   | 雍州   | 三河 | 三河 | 三河 | 荊州 | 荊州 |
| 汉书       | 国名       | 魯地 | 魯地 | /    | 趙地 | 趙地 | 魏地 | 魏地 | 秦地   | 秦地   | 周地 | 周地 | 周地 | 楚地 | 楚地 |
| 星經       | 州名       | 徐州 | 徐州 | 冀州 | 冀州 | 益州 | 益州 | 益州 | 雍州   | 雍州   | 三河 | 三河 | 三河 | 荊州 | 荊州 |
| 星經       | 国名       | 魯   | 魯   | 趙   | 趙   | 魏   | 魏   | 魏   | 秦     | 秦     | 周   | 周   | 周   | 楚   | 楚   |

《汉书》和《星經》均将益州分野對應“魏地”，但巴蜀地區所属的益州（梁州）天文分野也可以被视为益州分野，而《华阳国志·巴志》則將巴蜀地區併入雍州的分野“舆鬼、东井”。

## 与行政州制脱钩

三国时期行政区划图

到魏晉时期，「九州」逐渐与行政區劃的州制脫鉤，對實際政區的影響力迅速降低。脱离经典设置州份，最早可追溯到东汉兴平元年新置的“雍州”，该州州名雖舊，但設置的原因與行政區劃卻與「九州」無關，而是受制於當時隴西地區的政治現實。据史料记载，最后一次依据“九州”说调整区划发生在公元319年，当时正值东晋与五胡十六国时期，汉赵权臣石勒与刘姓匈奴皇族决裂，稱王建國，并领冀州牧，打算效法曹操以《禹貢》冀州作為冀州牧的轄區，后由于其势力迅速扩张，此事不了了之。
州份数量的不断增加是州制最终背离经典的主要因素。汉末以来，州牧的权利过大且各州幅员辽阔不仅易形成割据局面，对行政管理也造成极大挑战，因此从汉末开始，不断有新设州府，其设立和下辖区划均为按当时政治军事形势或者行政管理需要而确定，不再依循经典。特别是永嘉之乱后，中国南北分裂，战乱频仍，政治考量成为设立州份的主要考虑因素。至公元440年，南北共有州份38个，为西晋两倍，到公元580年，南北所设州份已达275个。
随着州份的数量不断增多，已漸不能與九州中的「州」相提並論。州的數量愈多，幅員也就愈小，不再適合用州份來認識或描述天下與大地域，而《禹貢》九州作為上古最初地理區劃的思想已深入人心，於是逐漸成為替代的地域概念。如北朝士人們開始以《禹貢》荊、揚二州來指代江左政權及其治下的南方地域，如「平荊揚之亂」、「南有荊揚未賓」等。在《魏書·僭晉司馬叡傳》中，更清楚将行政州份与禹贡州域区分开来：“叡割有揚、荊、梁三州之土，因其故地，分置十數州及諸郡縣。”《隋書》也曾以「荊揚」來描述陳朝及其治下的地域。此外，《禹貢》九州也常作為描述各政權疆域大小的地理參照，如《晉書》評論苻堅時称其“居九州之七”。

## 九州的地理範圍与历代行政区劃

### 晉代
《晉書·地理志》是以當代政區為綱目，在最高政治區劃“州”的介绍中述其所屬「九州」之州域，《晉書》是最早採用此一體例的地理文獻。其所載的十九州区划符合西晋武帝设立秦、宁、平三州之后，晋惠帝设置江州之前的西晋行政区划。除西域长史府外，西晋各州均被列入《禹贡》九州域内。
| 九州 | 西晋行政區劃           |
| ---- | ---------------------- |
| 冀州 | 冀州、平州、幽州、并州 |
| 青州 | 青州                   |
| 兗州 | 兗州                   |
| 豫州 | 司州、豫州             |
| 徐州 | 徐州                   |
| 扬州 | 揚州、交州、廣州       |
| 荆州 | 荆州                   |
| 梁州 | 梁州、益州、寧州       |
| 雍州 | 雍州、凉州、秦州       |

### 隋代
《隋書·地理志》以《禹貢》九州為綱，將天下州郡分歸其下，《隋書》是最早採用此一體例的地理文獻。隋朝各郡所屬的九州州域如下表：
| 九州 | 郡数 | 隋朝行政区划 |
| ---- | ---- | --- |
| 雍州 | 28   | 京兆郡、馮翊郡、扶風郡、安定郡、北地郡、上郡、雕陰郡、延安郡、弘化郡、平涼郡、 朔方郡、鹽川郡、靈武郡、榆林郡、五原郡、天水郡、隴西郡、金城郡、枹罕郡、澆河郡、 西平郡、武威郡、張掖郡、敦煌郡、鄯善郡、且末郡、西海郡、河源郡 |
| 梁州 | 34   | 漢川郡、西城郡、房陵郡、清化郡、通川郡、宕渠郡、漢陽郡、臨洮郡、宕昌郡、武都郡、 同昌郡、河池郡、順政郡、義城郡、平武郡、汶山郡、普安郡、金山郡、新城郡、巴西郡、 遂寧郡、涪陵郡、巴郡、巴東郡、蜀郡、臨邛郡、眉山郡、隆山郡、資陽郡、瀘川郡、 犍為郡、越巂郡、牂柯郡、黔安郡                                                                                    |
| 豫州 | 16   | 河南郡、滎陽郡、梁郡、譙郡、濟陰郡、襄城郡、潁川郡、汝南郡、淮陽郡、汝陰郡、 上洛郡、弘農郡、淅陽郡、南陽郡、淯陽郡、淮安郡 |
| 兗州 | 6    | 東郡、東平郡、濟北郡、武陽郡、渤海郡、平原郡 |
| 冀州 | 30   | 信都郡、清河郡、魏郡、汲郡、河內郡、長平郡、上黨郡、河東郡、絳郡、文城郡、 臨汾郡、龍泉郡、西河郡、離石郡、雁門郡、馬邑郡、定襄郡、樓煩郡、太原郡、襄國郡、 武安郡、趙郡、恒山郡、博陵郡、涿郡、上谷郡、漁陽郡、北平郡、安樂郡、遼西郡 |
| 青州 | 4    | 北海郡、齊郡、東萊郡、高密郡 |
| 徐州 | 5    | 彭城郡、魯郡、瑯邪郡、東海郡、下邳郡 |
| 扬州 | 44   | 江都郡、鐘離郡、淮南郡、弋陽郡、蘄春郡、廬江郡、同安郡、歷陽郡、丹陽郡、宣城郡、 毗陵郡、吳郡、會稽郡、餘杭郡、新安郡、東陽郡、永嘉郡、建安郡、遂安郡、鄱陽郡、 臨川郡、廬陵郡、南康郡、宜春郡、豫章郡、南海郡、龍川郡、義安郡、高涼郡、信安郡、 永熙郡、蒼梧郡、始安郡、永平郡、郁林郡、合浦郡、珠崖郡、寧越郡、交趾郡、九真郡、 日南郡、比景郡、海陰郡、林邑郡 |
| 荆州 | 22   | 南郡、夷陵郡、竟陵郡、沔陽郡、沅陵郡、武陵郡、清江郡、襄陽郡、舂陵郡、漢東郡、 安陸郡、永安郡、義陽郡、九江郡、江夏郡、澧陽郡、巴陵郡、長沙郡、衡山郡、桂陽郡、 零陵郡、熙平郡 |

### 唐代
| 九州 | 《初學記》中唐代行政區劃所屬州域 （括号内数字为并属州数） | 《唐六典》卷三的唐代行政區劃所屬州域（括号内数字为并属州数） |
| ---- | --------------------------------------------------------- | ------------------------------------------------------------ |
| 雍州 | 關內道（1）、隴右道（1）                                  | 關內道（1）、隴右道（2）                                     |
| 梁州 | 劍南道（1）、山南道（2）                                  | 劍南道（1）、山南道（2）、隴右道（2）                        |
| 冀州 | 河北道（2）、河東道（1）                                  | 河東道（1）、河北道（1）                                     |
| 豫州 | 河南道（4）                                               | 河南道（4）                                                  |
| 兖州 | 河南道（4）、河北道（2）                                  | 河南道（4）                                                  |
| 青州 | 河南道（4）                                               | 河南道（4）                                                  |
| 徐州 | 河南道（4）                                               | 河南道（4）                                                  |
| 扬州 | 嶺南道（1）、淮南道（2）、江南道（2）                     | 淮南道（1）、江南道（1）、嶺南道（1）                        |
| 荆州 | 山南道（2）、淮南道（2）、江南道（2）                     | 山南道（2）                                                  |

| 九州   | 《通典》中各州所含郡 | 《通典》中各州所含郡 |
| 九州   | 郡数                 | 各郡名称 |
| ------ | -------------------- | --- |
| 雍州   | 37                   | 京兆府、華陰郡、馮翊郡、扶風郡、汧陽郡、新平郡、安定郡、彭原郡、安化郡、平涼郡、 靈武郡、五原郡、寧朔郡、洛交郡、中部郡、延安郡、咸寧郡、銀川郡、新秦郡、朔方郡、 九原郡、榆林郡、安北府、天水郡、隴西郡、金城郡、會寧郡、安鄉郡、臨洮郡、和政郡、 寧塞郡、西平郡、武威郡、張掖郡、酒泉郡、晉昌郡、燉煌郡 |
| 梁州   | 46                   | 漢中郡、洋川郡、上洛郡、安康郡、房陵郡、通川郡、潾山郡、南平郡、涪陵郡、南川郡、 瀘川郡、清化郡、始寧郡、咸安郡、符陽郡、巴川郡、南賓郡、南浦郡、閬中郡、南充郡、 安岳郡、盛山郡、雲安郡、犍為郡、陽安郡、仁壽郡、通義郡、和義郡、資陽郡、南溪郡、 河池郡、武都郡、同谷郡、順政郡、懷道郡、同昌郡、陰平郡、江油郡、交川郡、合川郡、 益昌郡、普安郡、巴西郡、梓潼郡、遂寧郡、蜀郡、德陽郡、濛陽郡、唐安郡、臨邛郡、 盧山郡、通化郡、越嶲郡、雲南郡、江源郡、洪源郡 |
| 冀州   | 41                   | 河內郡、汲郡、鄴郡、廣平郡、鉅鹿郡、信都郡、趙郡、常山郡、博陵郡、河間郡、 文安郡、饒陽郡、上谷郡、范陽郡、順義郡、歸化郡、歸德郡、媯川郡、漁陽郡、密雲郡、 北平郡、柳城郡、河東郡、絳郡、平陽郡、高平郡、上黨郡、樂平郡、陽城郡、大寧郡、 文城郡、西河郡、太原府、昌化郡、樓煩郡、雁門郡、定襄郡、安邊郡、馬邑郡、雲中郡、 單于府 |
| 豫州   | 18                   | 河南府、陝郡、弘農郡、臨汝郡、滎陽郡、陳留郡、睢陽郡、譙郡、濟陰郡、潁川郡、 淮陽郡、汝陰郡、汝南郡、淮安郡、南陽郡、武當郡、襄陽郡、漢東郡 |
| 兖州   | 10                   | 靈昌郡、濮陽郡、濟陽郡、魏郡、博平郡、東平郡、平原郡、樂安郡、景城郡、清河郡 |
| 青州   | 7                    | 北海郡、濟南郡、淄川郡、高密郡、東萊郡、東牟郡、安東府 |
| 徐州   | 5                    | 彭城郡、臨淮郡、魯郡、東海郡、瑯琊郡 |
| 扬州   | 39                   | 廣陵郡、淮陰郡、鍾離郡、壽春郡、永陽郡、歷陽郡、廬江郡、同安郡、蘄春郡、弋陽郡、 宣城郡、秋浦郡、丹陽郡、晉陵郡、吳郡、吳興郡、餘杭郡、新定郡、新安郡、會稽郡、 餘姚郡、臨海郡、縉雲郡、永嘉郡、東陽郡、信安郡、鄱陽郡、潯陽郡、章郡、臨川郡、 廬陵郡、宜春郡、南康郡、建安郡、長樂郡、清源郡、漳浦郡、臨汀郡、潮陽郡 |
| 荆州   | 33                   | 江陵郡、夷陵郡、巴東郡、竟陵郡、富水郡、安陸郡、齊安郡、漢陽郡、江夏郡、義陽郡、 長沙郡、巴陵郡、衡陽郡、零陵郡、江華郡、桂陽郡、連山郡、邵陽郡、武陵郡、澧陽郡、 黔中郡、寧夷郡、盧溪郡、盧陽郡、靈溪郡、潭陽郡、清江郡、涪川郡、夜郎郡、播川郡、 義泉郡、龍標郡、溱溪郡 |
| 古南越 | 71                   | 南海郡、始興郡、義寧郡、海豐郡、恩平郡、南陵郡、臨賀郡、高要郡、感義郡、晉康郡、 臨封郡、開陽郡、高涼郡、連城郡、新興郡、銅陵郡、懷德郡、始安郡、平樂郡、蒙山郡、 開江郡、蒼梧郡、潯江郡、臨江郡、鬱林郡、平琴郡、安城郡、賀水郡、常林郡、象郡、 龍城郡、融水郡、朗寧郡、懷澤郡、寧仁郡、寧浦郡、橫山郡、脩德郡、龍池郡、永定郡、 招義郡、南潘郡、普寧郡、陵水郡、南昌郡、定川郡、寧越郡、安南都護府、武峨郡、龍水郡、 忻城郡、九真郡、福祿郡、文陽郡、日南郡、承化郡、玉山郡、合浦郡、安樂郡、海康郡、 溫水郡、湯泉郡、臨潭郡、扶南郡、正平郡、樂古郡、珠崖郡、昌化郡、延德郡、瓊山郡、 萬安郡 |

### 宋代
| 九州 | 宋代行政区划 （括号内数字为并属州数）                                                                                                 |
| ---- | --- |
| 兗州 | 開封府（4）、京東東路（4）、京東西路（4）、京西南路（5）、京西北路（5）、河北路（3）                                                  |
| 豫州 | 開封府（4）、京東東路（4）、京東西路（4）、京西南路（5）、京西北路（5）、陝西路（4）、淮南東路（4）、淮南西路（4）                    |
| 青州 | 開封府（4）、京東東路（4）、京東西路（4）、河北路（3）                                                                                |
| 徐州 | 開封府（4）、京東東路（4）、京東西路（4）、淮南東路（4）、淮南西路（4）                                                               |
| 冀州 | 京西南路（5）、京西北路（5）、河北路（3）、河東路（2）、陝西路（4）                                                                   |
| 雍州 | 河東路（2）、陝西路（4）、川峽四路（3）                                                                                               |
| 梁州 | 京西南路（5）、京西北路（5）、陝西路（4）、川峽四路（3）                                                                              |
| 荆州 | 京西南路（5）、京西北路（5）、淮南東路（4）、淮南西路（4）、荊湖北路（1）、荊湖南路（1）、川峽四路（3）、廣南東路（2）、廣南西路（2） |
| 扬州 | 兩浙路（1）、淮南東路（4）、淮南西路（4）、江南東路（1）、江南西路（1）、福建路（1）、廣南東路（2）、廣南西路（2）                    |

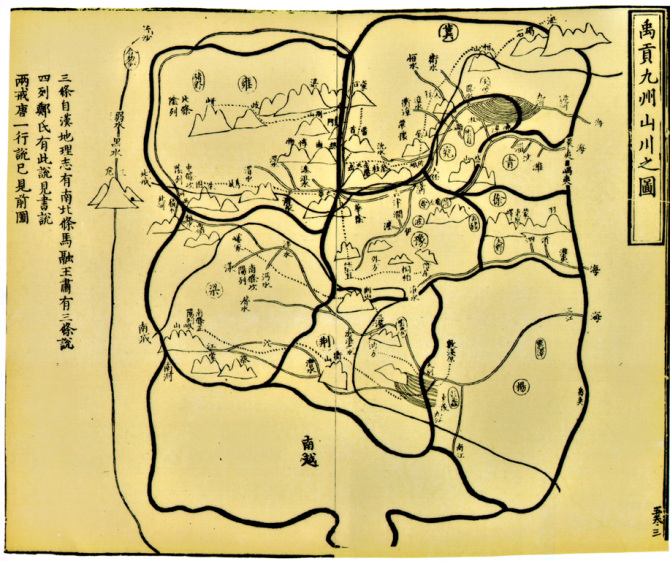
《禹贡九州山川之图》，南宋淳熙十二年（1185年）雕版墨印，可见该图中交趾属禹贡九州之外

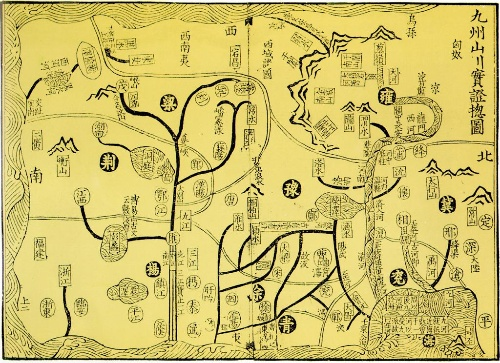
《禹贡山川地理图》之《九州山川实证总图》，作于南宋淳熙四年（1177年），可见南方一直到海（包括岭南）均属九州之內（圖上方指向西方，江河自西東下）

- 另外，宋朝人也將幽燕一帶視為九州的一部份[V][W]，也稱九州此部份為“中朝土疆”[X][Y][Z]，也稱為「漢地」[AA][AB]、「漢疆」[AC]，遙祭不在宋版圖之內但在九州疆域之內的北鎮醫巫閭山[AD]。

- 遼朝人也視九州[AE]的燕雲之地為「漢地」[AF][AG]、「中國往昔之疆」[AH]，在內政上以漢制南面官治理幽燕[AI][AJ]。女真人也認同燕雲一帶是「漢地」[AK]。

- 同時，宋朝人也認為靈夏一帶是中國「故地」[AL]、「漢地」[AM]，但被西夏所侵占[AN]。

### 明代
明太祖將以下地區視為「中國之舊疆」、「中國封疆」、「統一」的組成部分：閩粵(明代福建廣東廣西)、江東、湖湘襄陽(明代湖廣)、贛城(明代江西)、長淮(南直棣北部)、齊魯、河洛(明代河南)、幽趙晉冀(明代北直棣山西)、秦隴(明代陝西)、遼海(明代遼東都司)、巴蜀(明代四川)，中國舊疆的範圍與九州地域重疊。同時雲南也是九州的一部分。
- 明朝人認為今日的江蘇、安徽、浙江、福建、江西、廣東、廣西、海南八省地理範圍都屬於九州中的揚州州域[AP]。
- 明朝人認為今日的遼寧省地理範圍(相當於明代遼東都司)屬於九州州域[AQ]

根據成書於1461年的《大明一統志》，明朝國內屬于九州內部各州域的省府如下：
| 州名 | 範圍                                                             |
| ---- | ---------------------------------------------------------------- |
| 冀州 | 北直隸、萬全都司、山西省；彰德府、衛輝府、懷慶府、廣寧衛以西之地 |
| 青州 | 遼東；濟南府、青州府、登州府、萊州府                             |
| 兗州 | 東昌府、大名府部分、兗州府部分 、開封府部分                      |
| 豫州 | 歸德府、河南府、南陽府、汝寧府、汝州、開封府部分、襄陽府部分     |
| 徐州 | 徐州、兗州府部分                                                 |
| 揚州 | 南直隸、浙江省、福建省、江西省、廣東省；南寧府                   |
| 荊州 | 湖廣省；韶州府、梧州府、桂林府、銅仁府、平樂府                   |
| 梁州 | 四川省；施州衛部分                                               |
| 雍州 | 陝西省、陝西行都指揮使司                                         |

### 清代
台湾於1683年至1895年间属于清朝版图。1685年，臺灣府知府蔣毓英等人纂修《台湾府志》，其认为“八閩界在甌粵之間，原非古揚州境，而地盡東南，遂附隸揚州”，而“臺灣，遠隔大海，不入職方，分野之辨，未有定指”，但“按考臺灣地勢，極于南而迤于東，計其道里，當在女虛之交，為南紀之極，亦當附于揚州之境，以彰一統之盛焉。”1694年，高拱乾補纂《台湾府志》，认为“臺自破荒以來，不載版圖、不登太史”，但“臺係於閩，星野宜從閩。即以閩稽之，福建《禹貢》揚州之域”，故將台湾随福建列入扬州州域。其後修撰《台湾府志》时均沿用了相似的观点，如乾隆三十年（1765年），台湾府知府余文仪续修《台湾府志》，开篇第一句既是“台湾，禹贡扬州之域；天文牛、女分野，星纪之次”。
中華民國北京政府曾設清史館纂修清史，1928年《清史稿》出版。其《地理志》在各省的介绍中列出其所属《禹贡》九州的州域，而各省下辖的府、廳、州、縣则不再提及所属九州州域。《清史稿·地理志》中提及州域的省份如下表：
| 九州   | 《清史稿》中提到“九州”的省份（括号内数字为并属州数，特殊情况用文字说明）                                                       |
| ------ | --- |
| 冀州   | 直隶（2）、奉天（2）、山西（1）、河南（3）、內蒙古                                                                             |
| 兖州   | 直隶（2）、山东（4） |
| 青州   | 奉天（2）、山东（4） |
| 徐州   | 江蘇（3）、安徽（3）、山东（4）                                                                                                |
| 扬州   | 江蘇（3）、安徽（3）、河南（3）、浙江（1）、江西（1）、福建（1）、广东（1）                                                    |
| 荆州   | 湖北（1）、湖南（1）、广西（1）                                                                                                |
| 豫州   | 江蘇（3）、安徽（3）、山东（4）、河南（3）                                                                                     |
| 梁州   | 陕西（2）、甘肃（2）、四川（1）                                                                                                |
| 雍州   | 陕西（2）、甘肃（2）、內蒙古、西藏（1）                                                                                        |
| 不適用 | 云南（梁州徼外）、贵州（荊、梁二州徼外）、新疆（雍州域外）、內蒙古（古雍、冀、幽、并、營五州北境）、青海（西戎）、西藏（三危） |

### 1912年以後
1984年，中国历史学家谭其骧指出《禹贡》九州是地理区划而非行政区划已为学界共识，故認為新修的方志中不須提及当地所属九州州域。

## 地理環境

### 河流
| 河流名稱 | 在九州境內的幹流     |
| -------- | -------------------- |
| 黃河     | 上游部分、中游、下游 |
| 長江     | 上游部分、中游、下游 |
| 珠江     | 中游、下游           |
| 遼河     | 中游、下游           |
| 淮河     | 全部                 |

### 平原
- 辽河平原
- 华北平原
- 江汉平原
- 成都平原
- 杭嘉湖平原
- 潮汕平原
- 漳州平原
- 元朗平原
- 两湖平原
- 渭河平原

### 高原
- 黃土高原

### 島嶼
- 長山群島
- 庙岛群岛
- 舟山群島
- 台州列岛
- 南麂列岛
- 福建各島嶼
- 萬山群島
- 川山群岛
- 澎湖群島

### 山脈
- 秦嶺
- 怀玉山
- 崑嵛山
- 六盘山

### 湖泊
- 鄱陽湖
- 洞庭湖
- 太湖
- 洪澤湖
- 巢湖
- 东钱湖
- 广德湖
- 惠州西湖

## 代称
历史上，禹曾长期被视为古代中国疆域基本范围的缔造者，而“九州”则被视为中国最早的领土，因此“九州”在后世常被用作“中国”的代名词，此外也被用于代指“天下”、“全国”、“华夏”、“汉地”、“大地”等概念。
| 原文 | 出处                                         | 年代 | 作者           | 含義                                                           |
| --- | -------------------------------------------- | ---- | -------------- | -------------------------------------------------------------- |
| 中國名曰赤縣神州。赤縣神州內自有九州，禹之序九州是也 | 史記·孟子荀卿列傳                            | 西汉 | 司马迁         | 此处九州与中国、赤县神州的地域相同                             |
| 往古之時，四極廢，九州裂，天不兼覆，地不周載 | 淮南子·女媧補天                              | 西漢 | 劉安           | 此处九州泛指大地                                               |
| 故周流華夏九州之中，收拾奇異，捃拾遺逸 | 肘后備急方序                                 | 東晉 | 葛洪           | 此处九州与华夏的地域相同                                       |
| 史臣曰：「禹畫九州，周分六服，斷長補短，止方七千，國賦之所均，王教之所備，此謂華夏者也。」 | 旧唐书·卷一百九十七·列传第一百四十七         | 东晋 | 劉昫等         | 此处九州、六服与华夏的地域相同                                 |
| 今華夏分崩，九州幅裂，軌跡所及，易水而已。 | 晉書·卷一百九·載記第九·陽裕                  | 唐代 | 房玄龄等       | 此处九州与华夏的地域相同                                       |
| 史臣曰：海南東夷西北戎諸國，地窮邊裔，各有疆域。若山奇海異，怪類殊種，前古未聞，往牒不記，故知九州之外，八荒之表，辯方物土，莫究其極。 | 梁書·卷五十四·列傳第四十八                   | 唐代 | 姚思廉         |                                                                |
| 自晋永嘉之乱，皇纲失驭，九州君长，据有中原者甚众，或推奉正朔，或假名窃号 | 隋书·经籍志二                                | 唐代 | 魏徵等         |                                                                |
| 東天竺國有阿育王。收佛舍利役使鬼兵。散起八萬四千寶塔。遍閻浮提。我此漢地九州之內。並有塔焉 | 广宏明集                                     | 唐代 | 道宣           | 此处九州与汉地的地域相同                                       |
| 嚴曰：「吾國視契丹如蚤蝨耳，以其無害，不足爬搔。吾良將勁兵布天下，彼不勞一郡之兵，一校之眾，則懸首槀街，盡為奴擄。但以天生四夷，當置度外，不在九州之本，未欲窮兵黷武也。」                                                                                   | 舊五代史·卷七十·唐書四十六·列傳第二十二·李嚴 | 北宋 | 薛居正等       | 此處契丹等四夷各民族的主要聚居地區不在九州之內                 |
| 夷狄種號多矣。其大者自以名通中國，其次小遠者附見，又其次微不足錄者，不可勝數。其地環列九州之外，而西北常彊，為中國患。 | 新五代史·卷七十二·四夷附錄第一               | 北宋 | 欧阳修         | 此处九州与中国的地域相同，而夷狄各民族的主要聚居地區在九州之外 |
| 朕对天地之闳休，荷祖宗之丕业，九州四海，属在统临 | 封金主为东怀国皇帝册                         | 辽代 | 辽天祚帝       | 此处将辽人活动地域说成在“九州四海”之内                         |
| 花区锦市，聚万国之珍异；歌棚舞榭，选九州之秾芬 | 大都赋                                       | 元代 | 黄仲文         | 此处“九州”与“万国”相对                                         |
| 及宋遭遼金之窘，將士疲於鋒鏑，黎庶困于漕運，以致終宋之世神器弄于夷狄之手，腥羶之風汙濁九州，遂使彝倫攸斁，衣冠禮樂日就陵夷 | 明實錄·卷一百九十                            | 明代 | 明太祖         |                                                                |
| 慨自滿洲肆毒，混亂中國，而中國以六合之大，九州之眾，一任其胡行，而恬不為怪，中國尚得為有人乎？妖胡虐焰燔蒼穹，淫毒穢宸極，腥風播於四海，妖氣慘於五胡，而中國之人，反低首下心，甘為臣僕，甚矣哉！中國之無人也！夫中國首也，胡虜足也；中國神州也，胡虜妖人也。 | 太平天國奉天討胡檄                           | 清代 | 楊秀清、蕭朝貴 | 此处九州与中国、神州的地域相同，满洲在九州之外                 |
| 吾正告我同胞曰：昔之禹貢九州，今日之十八行省，是非我皇漢民族嫡親同胞，生於斯，長幹斯，聚國族於斯之地乎？ | 革命軍                                       | 清代 | 鄒容           | 此处指禹貢九州與古代汉族传统聚居区的地域相同                   |

## 大九州說
《史記·孟子荀卿列傳》中记载有战国齐國人阴阳家邹衍的大九州的说法：“騶衍……以為儒者所謂中國者，於天下乃八十一分居其一分耳。中國名曰赤縣神州。赤縣神州內自有九州，禹之序九州是也，不得為州數。中國外如赤縣神州者九，乃所謂九州也。於是有裨海環之，人民禽獸莫能相通者，如一區中者，乃為一州。如此者九，乃有大瀛海環其外，天地之際焉。”邹衍認為《禹贡》九州只是小九州，合起来只能算一州，称为“赤县神州”；而九个赤县神州这样的州构成了裨海（小海）环绕的中九州； 而这样的中九州也有九个，共同组成了大九州，其外为大瀛海所环绕，中国只居天下大九州的八十一分之一。

### 古籍原文
1. ↑  《周礼·夏官司马·职方氏》：“乃辨九州之國，使同貫利：東南曰揚州，其山鎮曰會稽，其澤藪曰具區，其川三江，其浸五湖，其利金、錫、竹、箭，其民二男五女，其畜宜鳥獸，其穀宜稻。正南曰荊州，其山鎮曰衡山，其澤藪曰云瞢，其川江、漢，其浸潁、湛，其利丹、銀、齒、革，其民一男二女，其畜宜鳥獸，其穀宜稻。河南曰豫州，其山鎮曰華山，其澤藪曰圃田，其川熒、雒，其浸波、溠，其利林、漆、絲、枲，其民二男三女，其畜宜六擾，其穀宜五種。正東曰青州，其山鎮曰沂山，其澤藪曰望諸，其川淮、泗，其浸沂、沐，其利蒲、魚，其民二男二女，其畜宜雞狗，其穀宜稻麥。河東曰兗州，其山鎮曰岱山，其澤藪曰大野，其川河、泲，其浸盧、維，其利蒲、魚，其民二男三女，其畜宜六擾，其穀宜四種。正西曰雍州，其山鎮曰岳山，其澤藪曰弦蒲，其川涇、汭，其浸渭、洛，其利玉石，其民三男二女，其畜宜牛馬，其穀宜黍稷。東北曰幽州，其山鎮曰醫無閭，其澤藪曰貕養，其川河、泲，其浸菑、時，其利魚鹽，其民一男三女，其畜宜四擾，其穀宜三種。河內曰冀州，其山鎮曰霍山，其澤藪曰楊紆，其川漳，其浸汾、潞，其利松柏，其民五男三女，其畜宜牛羊，其穀宜黍稷。正北曰并州，其山鎮曰恒山，其澤藪曰昭余祁，其川虖池、嘔夷，其浸淶、易，其利布帛，其民二男三女，其畜宜五擾，其穀宜五種。”[47]
2. ↑  战国时期吕不韦《吕氏春秋·有始览》：“何謂九州？河、漢之間為豫州，周也。兩河之間為冀州，晉也。河、濟之間為兗州，衛也。東方為青州，齊也。泗上為徐州，魯也。東南為揚州，越也。南方為荊州，楚也。西方為雍州，秦也。北方為幽州，燕也。”
3. 1 2 3 4  东汉班固《漢書·地理志第八上》所载“周既克殷，監於二代而損益之，定官分職，改禹徐、梁二州合之於雍、青，分冀州之地以為幽、并。”
4. 1 2  清代孙星衍《尚书今古文注疏》引马融曰：“禹平水土，置九州。舜以冀州之北广大，分置并州。燕、齐辽远，分燕置幽州，分齐为营州。于是为十二州也。”又引郑玄曰：“舜以青州越海，而分齐为营州。冀州南北太远，分卫为并州。燕以北为幽州。新置三州，并旧为十二州也。”[11]
5. ↑  《晉書·卷十四·志第四·地理上》“帝堯時，禹平水土，以爲九州。虞舜登庸，厥功彌劭，表提類而分區宇，判山河而考疆域，冀北創并部之名，燕齊起幽營之號，則書所謂肇十有二州，封十有二山者也。”
6. ↑  扬雄《十二州箴·并州牧箴》：「雍别朔方，河水悠悠。」
7. ↑  唐代魏征《晋书卷十四·志第四·地理上·凉州》：「凉州。案禹贡雍州之西界，周衰，其地为狄。秦兴美阳甘泉宫，本匈奴铸金人祭天之处。匈奴既失甘泉，又使休屠、浑邪王等居凉州之地。二王後以地降汉，汉置张掖、酒泉、敦煌、武威郡。其後又置金城郡，谓之河西五郡。汉改周之雍州为凉州，盖以地处西方，常寒凉也。」
8. ↑  扬雄《蜀都赋》「蜀都之地，古曰梁州。禹治其江，渟臯弥望，郁乎青葱，沃壄千里。」
9. ↑  揚雄《十二州箴·益州牧箴》云「巖巖岷山，古曰梁州。」
10. 1 2  《华阳国志·巴志》：《洛书》曰“人皇始出，继地皇之后，兄弟九人，分理九州，为九囿。人皇居中州，制八辅。”华阳之壤，梁岷之域，是其一囿；囿中之国，则巴蜀矣。其分野，舆鬼、东井。其君，上世未闻。五帝以来，黄帝、高阳之支庶，世为侯伯。及禹治水命州，巴、蜀以属梁州。
11. ↑  《华阳国志·巴志》：「昔在唐尧，洪水滔天。鲧功无成，圣禹嗣兴，导江疏河，百川蠲修；封殖天下，因古九囿以置九州。仰禀参伐，俯壤华阳，黑水、江、汉为梁州。...及武王克商，并徐合青，省梁合雍，而职方氏犹掌其地，辨其土壤，甄其贯利，迄於秦帝。汉兴，高祖藉之成业。武帝开拓疆壤，乃改雍曰凉，革梁曰益。故巴、汉、庸、蜀属益州。」
12. ↑  唐代《艺文类聚》引晋代《太康地记》曰：「交州本属揚州，取交阯以为名，虞之南极也。」
13. 1 2  《晉書卷十五·志第五·地理下》：「青州，案《禹貢》為海岱之地，舜置十二牧，則其一也。……徐州，案《禹貢》海岱及淮之地，舜十二牧，則其一也。……荊州，案《禹貢》荊及衡陽之地，舜置十二牧，則其一也。............揚州，案《禹貢》淮海之地，舜置十二牧，則其一也。……交州，案《禹貢》揚州之域，是為南越之土。……廣州，案《禹貢》揚州之域，秦末趙他所據之地。」
14. 1 2  西汉司马迁《史記·天官書》和东汉班固《漢書·天文志》皆說「角、亢、氐，兗州。房、心，豫州。尾、箕，幽州。斗，江、湖。牽牛、婺女，楊州。虛、危，青州。營室至東壁，并州。奎、婁、胃，徐州。昴、畢，冀州。觜觿、參，益州。東井、輿鬼，雍州。柳、七星、張，三河。翼、軫，荊州。」
15. ↑  《史記南越列傳》“秦時已并天下，略定楊越，置桂林、南海、象郡。”《集解》張晏曰：「楊州之南越也。」索隱案“戰國策云吳起為楚收楊越。”《正義》“夏禹九州本屬楊州，故云楊越。”《漢書南粵傳》“秦并天下，略定揚粵，置桂林、南海、象郡。”顏師古曰：「本揚州之分，故云揚粵。」
16. ↑  唐代魏征《晋书卷十四·志第四·地理上·司州》「司州。案《禹贡》豫州之地。及汉武帝，初置司隶校尉，所部三辅、三河诸郡。其界西得雍州之京兆、冯翊、扶风三郡，北得冀州之河东、河内二郡，东得豫州之弘农、河南二郡，郡凡七。」
17. ↑  《獻帝起居注》曰：「建安十八年三月庚寅，省州并郡，復禹貢之九州。冀州得魏郡、安平、鉅鹿、河閒、清河、博陵、常山、趙國、勃海、甘陵、平原、太原、上黨、西河、定襄、鴈門、雲中、五原、朔方、河東、河內、涿郡、漁陽、廣陽、右北平、上谷、代郡、遼東、遼東屬國、遼西、玄菟、樂浪，凡三十二郡。省司隸校尉，以司隸部分屬豫州、冀州、雍州。省涼州刺史，以并雍州部，郡得弘農、京兆、左馮翊、右扶風、上郡、安定、隴西、漢陽、北地、武都、武威、金城、西平、西郡、張掖、張掖屬國、酒泉、敦煌、西海、漢興、永陽、東安南，凡二十二郡。省交州，以其郡屬荊州。荊州得交州之蒼梧、南海、九真、交趾、日南，與其舊所部南陽、章陵、南郡、江夏、武陵、長沙、零陵、桂陽，凡十三郡。益州本部郡有廣漢、漢中、巴郡、犍為、蜀郡、牂牁、越巂、益州、永昌、犍為屬國、蜀郡屬國、廣漢屬國，今并得交州之鬱林、合浦，凡十四郡。豫州部郡本有潁川、陳國、汝南、沛國、梁國、魯國，今并得河南、滎陽都尉，凡八郡。徐州部郡得下邳、廣陵、彭城、東海、琅邪、利城、城陽、東莞，凡八郡。青州得齊國、北海、東萊、濟南、樂安，凡五郡。」
18. ↑  《後漢書·李郃傳》和帝即位，分遣使者，皆微服單行，各至州縣，觀採風謠。使者二人當到益部，投郃候舍。時夏夕露坐，郃因仰觀，問曰：「二君發京師時，寧知朝廷遣二使邪？」二人默然，驚相視曰：「不聞也。」問何以知之。郃指星示云：「有二使星向益州分野 ，故知之耳。」
19. ↑  《後漢書·董扶傳》靈帝時，大將軍何進薦扶，徵拜侍中，甚見器重。扶私謂太常劉焉曰：「京師將亂，益州分野有天子氣。」焉信之，遂求出為益州牧，扶亦為蜀郡屬國都尉，相與入蜀。
20. ↑  《晉書卷十四·志第四·地理上》：「司州，案《禹貢》豫州之地。……兗州，案《禹貢》濟河之地，舜置十二牧，則其一也。……豫州，案《禹貢》為荊河之地。《周禮》：「河南曰豫州。」……冀州，案《禹貢》、《周禮》並為河內之地，舜置十二牧，則其一也。……幽州，案《禹貢》冀州之域，舜置十二牧，則其一也。……平州，案《禹貢》冀州之域，于周為幽州界……并州，案《禹貢》蓋冀州之域，舜置十二牧，則其一也。……雍州，案《禹貢》黑水、西河之地，舜置十二牧，則其一也。……涼州，案《禹貢》雍州之西界……秦州，案《禹貢》本雍州之域……梁州，案《禹貢》華陽黑水之地，舜置十二牧，則其一也。……益州，案《禹貢》及舜十二牧俱為梁州之域，周合梁於雍，則又為雍州之地。……寧州，於漢魏為益州之域。」
21. ↑  唐代魏征《晉書卷十四·志第四·地理上·司州》：“魏氏受禪……司隸所部河南、河東、河內、弘農并冀州之平陽，合五郡，置司州。晉仍居魏都，乃以三輔還屬雍州，分河南立滎陽，分雍州之京兆立上洛，廢東郡立頓丘，遂定名司州”
22. ↑  《宋史·卷六十六·志第十九·五行四》 崇寧四年三月，鑄九鼎，用金甚厚，取九州水土內鼎中。既奉安於九成宮，車駕臨幸，遍禮焉，至北方之寶鼎，忽漏水溢於外。劉炳謬曰：「正北在燕山，今寶鼎但取水土於雄州境，宜不可用。」其後竟以北方致亂。
23. ↑  《宋名臣奏議·卷一百四十二》上徽宗論女真決先敗盟 宋昭：「...或者又謂山後之民皆有思漢之心咸欲歸順，此尤誕妄之易見者，不唯北人為備日久山後之民往往徙居漠北，又自唐末至於今數百年間子孫無慮已易數世，今則盡為番種豈復九州中國舊民哉？皆由邊臣用人無術，致探報者利於所得恣為誕謾，帥臣庸暗更加緣飾，妄議邊事僥覬功賞。」
24. ↑  《宋史·卷四百八十七·列傳第二百四十六·外國三·高麗》雍熙三年，出師北伐，以其國接契丹境，常為所侵，遣監察御史韓國華齎詔諭之曰：「朕誕膺丕構，奄宅萬方，華夏蠻貊，罔不率俾。蠢茲北裔，侵敗王略，幽薊之地，中朝土疆，晉、漢多虞，夤緣盜據。今國家照臨所及，書軌大同，豈使齊民陷諸獷俗？今已董齊師旅，殄滅妖氛。惟王久慕華風，素懷明略，效忠純之節，撫禮義之邦。而接彼邊疆，罹於蠆毒，舒泄積憤，其在茲乎！可申戒師徒，迭相掎角，協比隣國，同力盪平。奮其一鼓之雄，戡此垂亡之寇，良時不再，王其圖之！應俘獲生口、牛羊、財物、器械，並給賜本國將士，用申賞勸。」
25. ↑  《三朝北盟會編·卷六》 宣和四年四月二十三日辛亥，童貫駐軍高陽關，宣撫司揭榜示眾。 榜曰：「幽燕一方本為吾境，一旦陷沒幾二百年，比者漢蕃離心、內外變亂，舊主未滅新君纂攘，哀此良民重罹塗炭，當司遵奉睿旨統率重兵巳次近邊，奉辭問罪務在救民，不專殺戮，爾等各宜奮身早圖歸計，有官者復還舊次、有田者復業如初，若能身率豪傑別立功效即當優與官職、厚賜金帛，如能以一州一縣來歸者即以其州縣任之，如有豪傑以燕京來獻不拘軍兵百姓雖未命官便與節度使、給錢十萬貫、大宅一區，惟在勉力同心、背虜歸漢，永保安榮之樂，契丹諸蕃歸順亦與漢人一等，已戒將士不得殺戮，一夫儻或昏迷不恭，當議別有措置應，契丹自來一切橫斂悉皆除去，雖大兵入界，凡所須糧草及車牛腳乘並不令燕人出備，仍免二年稅賦。」
26. ↑  《太宗皇帝實錄·卷三十五》雍熈三年春正月丁酉，詔幽州吏民曰：「朕祗膺景命光宅中區，右蜀全呉盡在提封之內，東漸西被或歸覆育之中，常令萬物以由庚，毎恥一夫之不獲，睠此北燕之地本為中國之民，晉漢已來戎夷竊據，迨今不復垂五十年，國家化被華夷恩覃動植，豈可使幽燕奧壤猶為被髪之郷，冠帶遺民尚雜茹毛之俗！爰興師律以正封疆，拯溺救焚聿從於民望，執訊獲醜即震於皇威，凡爾衆多冝體兹意，今遣行營都部署曹彬崔彥進等推鋒直進振旅長驅，朕當續御戎車親臨寇境，徑指西樓之地盡焚老上之庭，灌爝火之微寧勞巨浸，折春螽之股豈待隆車，應大軍入界，百姓倍加安撫，不得誤有傷殺及發掘墳墓焚燒廬舎斬伐桑棗虜掠人畜，犯者並當處斬，應收復城邑文武官皆依舊任，候平幽州日別加擢用，若有識機知變因事建功以節度防禦團練刺史州降者即以本任授之，仍加優賞，軍鎭城邑亦如之，其郷縣戸民，候平定日除二稅外無名科率並當除放，凡在衆庶當體朕懷。」
27. ↑  《燕雲奉使錄》曰：「宣和二年春二月詔遣中奉大夫右文殿修撰趙良嗣假朝奉大夫由登州泛海使女真，忠訓郎王環副之，以計議依祖宗朝故事買馬為名因議約夾攻契丹取燕薊雲朔等舊漢地復歸於朝廷。」
28. ↑  《金史卷二·本紀第二》是月，宋使登州防禦使馬政以國書來，其略曰：「日出之分，實生聖人。竊聞征遼，屢破勍敵。若克遼之後，五代時陷入契丹漢地，願畀下邑。」
29. ↑  《續資治通鑑長編·卷三十》 端拱二年， 右拾遺直史館王禹偁奏議曰：「...五曰下哀痛之詔以感激邊民。頃歲吊伐燕薊，蓋以本是漢疆，晉朝以來，方入戎地，既四海一統，誠宜取之。而邊民蚩蚩，不知聖意，皆謂貪其土地，致北戎南牧。陛下宜下哀痛之詔，告諭邊民，則三尺童子，皆奮臂而擊敵矣。...」
30. ↑  《宋史·志第五十五·禮五·岳鎮海瀆之祀》秘書監李至言：「按五郊迎氣之日，皆祭逐方岳鎮、海瀆。自兵亂後，有不在封域者，遂闕其祭。國家克復四方，間雖奉詔特祭，未著常祀。望遵舊禮，就迎氣日各祭於所隸之州，長史以次為獻官。」其後，立春日祀東嶽岱山於兗州，東鎮沂山於沂州，東海於萊州，淮瀆於唐州；立夏日祀南岳衡山於衡州，南鎮會稽山於越州，南海於廣州，江瀆於成都府；立秋日祀西嶽華山於華州，西鎮吳山於隴州，西海、河瀆並於河中府，西海就河瀆廟望祭；立冬祀北嶽恆山、北鎮醫巫閭山並於定州，北鎮就北嶽廟望祭，北海、濟瀆並於孟州，北海就濟瀆廟望祭；土王日祀中嶽嵩山於河南府，中鎮霍山於晉州。
31. ↑  《遼史卷三十七·志第七·地理志一·上京道》：「 帝堯畫天下為九州。舜以冀、青地大，分幽、並、營，為州十有二。幽州在渤、碣之間，并州北有代、朔，營州東暨遼海。其地負山帶海，其民執干戈，奮武衛，風氣剛勁，自古為用武之地。太祖以迭刺部之眾代遙輦氏，起臨潢，建皇都；東並渤海，得城邑之居百有三。太宗立晉，有幽、涿、檀、薊、順、營、平、蔚、朔、雲、應、新、媯、儒、武、寰十六州，於是割古幽、並、營之境而跨有之。」
32. ↑  《新五代史·卷七十三·四夷附錄第二》顯德六年夏，世宗北伐，以保大軍節度使田景咸為淤口關部署，右神武統軍李洪信為合流口部署，前鳳翔節度使王晏為益津關部署、侍衛親軍馬步都虞候韓通為陸路都部署。世宗自乾寧軍御龍舟，艛船戰艦，首尾數十里，至益津關，降其守將，而河路漸狹，舟不能進，乃捨舟陸行。瓦橋淤口關、瀛莫州守將，皆迎降。方下令進攻幽州，世宗遇疾，乃置雄州於瓦橋關、霸州於益津關而還。周師下三關、瀛、莫，兵不血刃。述律聞之，謂其國人曰：「此本漢地，今以還漢，又何惜耶！」
33. ↑  《遼史本紀第二十九·耶律延禧》保大四年，天祚既得林牙耶律大石兵歸，又得陰山室韋謨葛失兵，自謂得天助，再謀出兵，復收燕、雲。大石林牙力諫曰：「自金人初陷長春、遼陽，則車駕不幸廣平淀，而都中京；及陷上京，則都燕山；及陷中京，則幸雲中；自雲中而播遷夾山。向以全師不謀戰備，使舉國漢地皆為金有。國勢至此而方求戰，非計也。當養兵待時而動，不可輕舉。」不從。
34. ↑  《三朝北盟會編·卷一》良嗣見於延慶殿，上親臨軒慰勞禮異，上問所來之因，即奏曰：「臣國主天祚皇帝耽酒嗜音禽色俱荒、斥逐忠良任用群小，遠近生靈悉被苛政，比年以來有女真阿骨打者知天祚失德，用兵累年，攻陷州縣，加之潰卒尋為內患，萬民罹苦，遼國必亡，願陛下念舊民遭塗炭之苦，復中國往昔之疆，代天譴責以順伐逆，王師一出必壺漿來迎，願陛下速行薄伐，脫或後時恐為女真得志，蓋先動則制人後動則制於人。」上嘉納之，遂賜姓趙，授朝請大夫，秘閣待詔。
35. ↑  《遼史卷四十五·志第十五·百官志一》：「至于太宗，兼制中國，官分南、北，以國制治契丹，以漢制待漢人。國制簡朴，漢制則沿名之風固存也。遼國官制，分北、南院。北面治宮帳、部族、屬國之政，南面治漢人州縣、租賦、軍馬之事。因俗而治，得其宜矣。」
36. ↑  《遼史卷四十七·志第十七上·百官志三·南面一·南面朝官》：「遼有北面朝官矣，既得燕、代十有六州，乃用唐制，復設南面三省、六部、臺、院、寺、監、諸衞、東宮之官。誠有志帝王之盛制，亦以招徠中國之人也。」
37. ↑  《三朝北盟會編·卷四》金人國書：「七月日大金皇帝謹致書於大宋皇帝闕下，隔於素昧未相致於禮容酌以權宜在交馳於使傳期計成於大事，盍備露於信華，昨因契丹皇帝重遭敗衄，竟是奔飛京邑立收人民坐獲告和備禮冊上為兄，理有未宜斥令更飾，不自惟度尚有誇淹，致親領甲兵恭行討伐，途次有差到朝奉大夫趙良嗣、忠訓郎王環等奏言奉御筆據燕京並所管州城原是漢地，若許復舊，將自來與契丹銀絹轉交可往，計議雖無國信，諒不妄言，已許上件所謀燕地並所管漢民外據諸邑及當朝舉兵之後皆散到彼處餘人戶不在許數，至如契丹虔誠請和聽命無違必不允應，若是將來舉軍貴朝不為夾攻，不能依得已許為定從於上京，巳曾遣回轉赴燕路，復為敵人遠背孽畜多疲已還士馬，再命使人用報前由，即日據捉到上京鹽鐵使蘇壽吉、留守同知王民傚、推官趙拱等俱貫燕城內，摘蘇壽吉先行付去，請發國書備言，銀絹依準與契丹數目歲交，仍置榷場，及取前人家屬並餘二員即當依應具形別幅，冀亮遐悰，令屬秋初，善綏多福，有少禮物具諸別錄，今差勃堇斯刺習魯充使、大迪烏高隨充副同回前去，專奉書披陳不宣謹白。」
38. ↑  《宋史·卷三百三十五·列傳第九十四·種師道》 以武功大夫忠州刺史涇原都鈐轄知懷德軍。夏國畫境，其人焦彥堅必欲得故地，師道曰：「如言故地，當以漢、唐為正，則君家疆土益蹙矣。」彥堅無以對。
39. ↑  《宋名臣奏議·卷一百三十四》 上仁宗和守攻備四策 范仲淹等：「...蓋漢多叛人陷於窮漠，衣食嗜好皆不如意，必以苻堅劉元海元魏故事日夜游說元昊使其侵取漢地而以漢人守之，則富貴功名衣食嗜好得如其意，乃知非獨元昊志在侵漢，實漢之叛人日夜為賊之謀也。...」
40. ↑  《宋名臣奏議·卷一百三十五》上仁宗河北守禦十三策 富弼：「...臣上之所陳西北形勢乃唐室以前夷狄之事也，其後契丹自得燕薊以北拓跋自得靈夏以西，所生英豪皆為其用，得中國土地役中國人民稱中國位號立中國家属任中國賢才讀中國書籍用中國車服行中國法令，是二冦所為皆與中國等而又勁兵驍将長於中國，中國所有彼盡得之，彼之所長中國不及，我當以中國勍敵待之，庶幾可禦，豈可以古之夷狄待二冦耶？...」
41. ↑  《大明太祖高皇帝實錄卷之一百四十二》 洪武十五年...曰：「雲南之地其民尚兵，上古以為遐荒，中古禹跡所至以別中土，故屬梁州之域」
42. ↑  《夜航船·卷二·疆域·吳越疆界》：「古揚州所轄之地，南直隸、浙江、福建、廣東、廣西、江西，凡六省。」
43. ↑  《皇明經世文編·卷之一百九·遼東》：「虞舜以冀青地廣，始分冀州東北醫無閭之地為幽州，又分青州東北遼東等處為營州。國朝自山海關以東置遼東鎮，周回數千里，葢兼古幽營之地而有之，設都司一、衛二十有五、州所各二，以控制之...」

### 引用来源
1. ↑  .   [2018-03-07]. （原始内容存档于2018-03-08）.
2. ↑  .   [2018-02-27]. （原始内容存档于2018-02-26）.
3. ↑  .   [2018-03-07]. （原始内容存档于2018-03-07）.
4. ↑  .   [2018-03-07]. （原始内容存档于2018-03-08）.
5. ↑  [宋]鄭樵. 通志二十略. 北京：中華書局. 2000
6. ↑  [明]艾南英. 禹貢圖注. 四庫全書存目叢書. 經部第55冊. 濟南：齊魯書社. 1997.
7. 1 2 3 4 5 6 7 8 9 10 11 12 13 14  吳修安.  (PDF). 臺灣師大歷史學報. 2012-06, (55)  [2018-02-24]. （原始内容存档 (PDF)于2018-02-25）.
8. ↑  [清]永瑢等撰. 四庫全書總目提要（二十三）. 上海：商務印書館. 1929
9. ↑  田鳳台. 呂氏春秋探微. 臺北：臺灣學生書局. 1986
10. ↑  清·乾隆《御批歷代通鑑輯覽·卷一》，https://ctext.org/wiki.pl?if=gb&chapter=19667。1
11. ↑  [清]孙星衍. . 中华书局. 1986-12: 51.
12. ↑  易德生. . 江汉论坛. 2006, (5).
13. ↑  杨树达，《积微居小学述林·邹衍九州考》
14. ↑  景以恩. 炎黃虞夏根在海岱新考. 北京:中國文聯出版社.2001
15. 1 2  蔡平. . 中国文学地理学会.   [2018-03-28]. （原始内容存档于2018-03-28）.
16. ↑   漢書·卷八十五·谷永杜鄴傳第五十五,维基文库
17. 1 2  尹章义. . 盛清社會與揚州研究: 37–39.
18. ↑   晋书·地理志上,维基文库
19. ↑   晋书·地理志下,维基文库
20. ↑   隋书·卷29·志第24·地理上,维基文库
21. ↑   隋书·卷30·志第25·地理中,维基文库
22. ↑   隋书·卷31·志第26·地理下,维基文库
23. ↑   初學記·卷八·州郡部,维基文库
24. ↑  《大明太祖高皇帝實錄卷之三十七》洪武元年十二月壬辰，遣符寶郎偰斯奉璽書賜高麗國王王顓，曰：「自有宋失御天絕其祀，元非我類，入主中國百有餘年，天厭其昏淫亦用殞絕其命，.......東渡江左，習養民之道，十有四年，其間西平漢主陳友諒、東縛吳王張士誠、南平閩粵、戡定八番，北逐胡君、肅清華夏，復我中國之舊疆！.......昔我中國之君與高麗壤地相接，其王或臣或賓，蓋慕中國之風為安生靈而已.......。」
25. ↑  《大明太祖高皇帝實錄卷之七十一》 洪武五年春正月癸丑，遣翰林待制王禕，偕蘇成齎詔諭雲南，詔曰：「.......朕起布衣、提義師，開基江左、命將四征，西平陳友諒、東縛張士誠、南下閩粵、北清幽燕，奠安華夏，復我中國舊疆.......。」
26. ↑  《大明太祖高皇帝實錄卷之四十四》洪武二年八月癸亥朔，鄂國公常遇春柩車至龍江，上親致奠為文以祭之，曰：「自胡元季世天下大亂，生民塗炭未知所止，朕奮起臨濠，駐師和陽.......江東之地次第皆定，自是以來馬汗未乾甲胄未解，南破三衢西圍金斗，遂與偽漢鏖戰鄱陽九江之上，射死偽主陳友諒，攻圍武昌，降其子理，湖湘悉平。南取贛城、撫南雄南安，北定襄陽，旋師淮東自泰至徐盡有其地，東平浙右破姑蘇，縛吳王張士誠以歸，長淮東西、大江南北，功甚著焉；丁未之冬，俾爾副大將軍北征中原，首下齊魯繼取河洛、旋定幽趙晉冀、長驅入關撫定秦隴，戰勝攻取，莫當其降，近因北平有警，乃與偏將軍又復北向，轉戰永平大寧至於開平，悉皆底定，中國封疆自昔正統之君少有得其全者，今朕全有中國，爾功懋焉，雖古名將未有遇之者.......」
27. ↑  《明實錄·大明太祖高皇帝實錄卷之六十五》 洪武四年五月乙卯，免江西秋糧，詔曰：「.......方今天下一統，東戍遼海南鎮諸番西控戎夷北屯沙漠，朕以中國精銳駐守遐荒，豈但風俗之殊亦有寒暑之異，艱難萬狀朕不忍言.......。」
28. ↑  《大明太祖高皇帝實錄卷之七十一》洪武五年春正月甲子，遣楊載持詔諭琉球國，詔曰：「.......朕起布衣、開基江左，命將四征不庭，西平漢主陳友諒、東縛吳王張士誠、南平閩越、戡定巴蜀、北清幽燕，奠安華夏，復我中國之舊疆.......。」
29. ↑  《大明一統志·卷四·大名府》：「禹貢冀、兗二州之域」，即北直隸的大名府境內有部分地域屬於兗州
30. ↑  《大明一統志·卷二十五·遼東都指揮使司》：「禹貢冀、青二州之域，舜分冀東北為幽州，即今廣寧以西之地；青東北為營州，即今廣寧以東之地。」
31. ↑  《大明一統志·卷二十三·兗州府》：「禹貢徐、兗二州之域。」
32. ↑  《大明一統志·卷二十六·開封府》：「禹貢兗、豫二州之域。」
33. ↑  《大明一統志·卷六十·襄陽府》：「禹貢荆、豫二州之域。」
34. ↑  《大明一統志·卷十八·徐州》：「禹貢徐州之域。」，即南直隸的徐州地域屬於兗州
35. ↑  《大明一統志·卷六十六》禹貢荆、梁二州之域，天文翼分野
36. ↑  谭其骧. . 中国地方志. 1984, (4~5).
37. ↑  于薇. . 中华遗产 2011年第10期.   [2018-02-28]. （原始内容存档于2018-02-28）.
38. ↑  .   [2006-02-02]. （原始内容存档于2011-03-03）.
39. ↑  陶子珍. . 秀威經典. 2017-05-26: 363. ISBN 9789869468619.
40. ↑  盛庆斌 (编).  Kindle Edition. 青苹果数据中心.
41. ↑  . 南普陀在线.   [2018-04-05]. （原始内容存档于2018-04-06）.
42. ↑  劉元. . 海鴿文化出版圖書有限公司. 2017-11: 155. ISBN 9789863921066.
43. ↑  . 古诗文翻译网.   [2018-04-21]. （原始内容存档于2018-04-22）.
44. 1 2  中學中國語文學習參考篇章.  (PDF). 香港教育大學.   [2018-04-05]. （原始内容 (PDF)存档于2021-08-16）.
45. ↑  道宣.  (PDF) CBETA 電子版No. 2103. 佛學數位圖書館暨博物館.   [2018-04-05]. （原始内容存档 (PDF)于2020-05-19）.
46. ↑  赵永春. . 中国经济史论坛.   [2018-05-07]. （原始内容存档于2018-05-07）.
47. 周礼·夏官司马,维基文库